# كارل أندرسون (منافس ألعاب قوى)
كارل أندرسون (بالإنجليزية: Karl Anderson)‏ هو منافس ألعاب قوى أمريكي، ولد في 5 نوفمبر 1900، وتوفي في 28 فبراير 1989.

## وصلات خارجية
- كارل أندرسون على موقع أوليمبيديا (الإنجليزية)